# Делета (Овруцький район)
Делета — колишнє село в Овруцькому районі Житомирської області. Код КОАТУУ — 1824280302.

## Історія
У 1906 році в селі мешкало 30 осіб, налічувалось 5 дворових господарств.
До 1939 р. Делета була хутором Бігунської сільської ради Словечанського району. В ході колективізації, яка на півночі Житомирщини затяглася до 1939 велася боротьба з одноосібниками. Радянська влада створювала колгоспи, тому вона знищувала хутори і маленькі села, а людей переселяла до інших населених пунктів. До жителів хутора Делета було переселено жителів хуторів Лохниця, Болотниця, Красне та багато інших. Так утворилося село Делета.

30 грудня 1962 р. село Делета включено до Овруцького району.

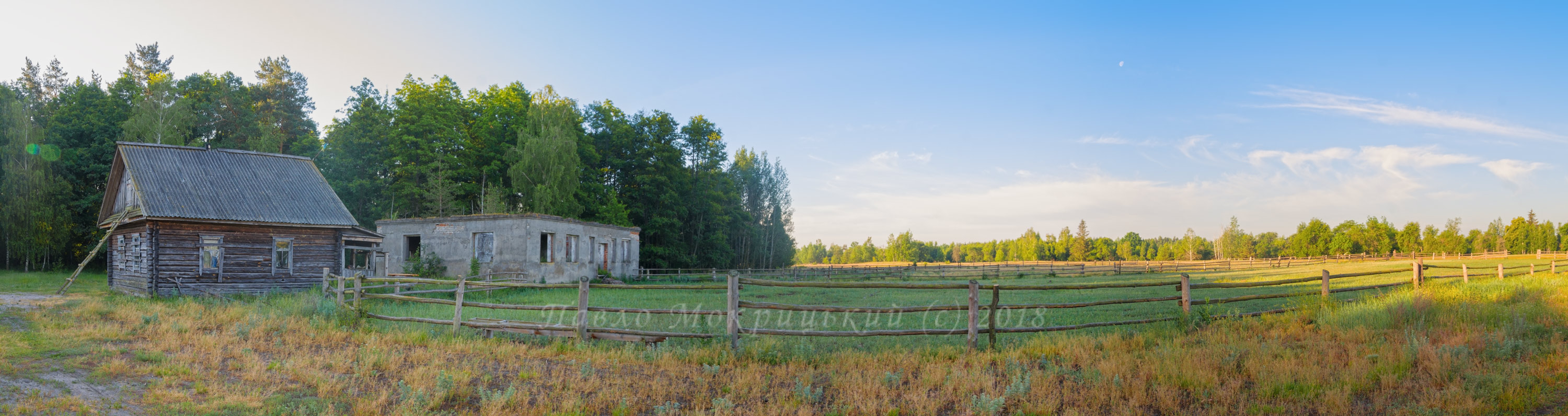
Будинок лісників в центрі села -єдина вціліла будівля на 2018 р.

Після аварії на ЧАЕС зазнало радіаційного забруднення, було віднесене до зони обов'язкового (безумовного) відселення.
Житомирська обласна рада рішенням від 27 жовтня 2005 року в Овруцькому районі виключила з облікових даних село Делета Бігунської сільради.
У центрі села знаходиться братська могила жертв нацизму. Кількість похованих невідома.